# Rahel Repkin
Rahel Repkin (* 17. Juni 1998 in Estland) ist eine estnische Fußballspielerin.

## Karriere

### Verein
Repkin begann ihre Karriere beim estnischen Klub JK Tammeka. In der Saison 2023/24 wechselte sie zum österreichischen Verein Wacker Innsbruck und absolvierte dort neun Spiele in der ÖFB Frauenliga. Seit 2024 ist sie wieder für JK Tammeka aktiv.

### Nationalmannschaft
Repkin durchlief die estnischen Jugendnationalmannschaften und debütierte am 23. Oktober 2020 in der A-Nationalmannschaft bei einem Spiel gegen die Niederlande.